# Institut d'Estudis Jurídics, Econòmics i Financers d'Andorra
L'Institut d'Estudis Jurídics, Econòmics i Financers d'Andorra (JEF) és una institució acadèmica del Principat d'Andorra que té com a finalitat promoure el coneixement en els àmbits que li són propis.
Va ser creat l'any 2007 per constitució notarial com a Fundació conjunta del Govern d'Andorra, la Cambra de Comerç, Turisme i Serveis del Principat d'Andorra, l'Associació de Bancs Andorrans, i la Universitat d'Andorra, tots ells membres del Patronat. El Cap de Govern d'Andorra, Albert Pintat, n'és el President d'honor. La presidència executiva l'exerceix el Ministre Portaveu del Govern, de Desenvolupament Econòmic, Turisme, Cultura i Universitats, Juli Minoves. Consta d'un Consell consultiu d'alt nivell presidit per l'economista i polític Carles Gasòliba, i format per personalitats del món polític i econòmic com poden ser l'antiga ministra francesa Simone Veil o l'expresident del Parlament Europeu Pat Cox. El Director de l'institut és el Professor de Dret Internacional Públic de la Universitat de Barcelona, J. Saura. El JEF organitza seminaris de treball regularment.